# Mably Island
Mably Island, oder Mobly Island ist eine unbewohnte Insel im australischen Bundesstaat Western Australia. Sie ist 13,5 Kilometer vom australischen Festland entfernt. Die Insel bildet mit Malby Island ein Inselpaar.
Im Norden der Insel liegt eine Halbinsel, die von einem 130 Meter langem Sandband mit der Hauptinsel verbunden wird.